# 哈爾托拉

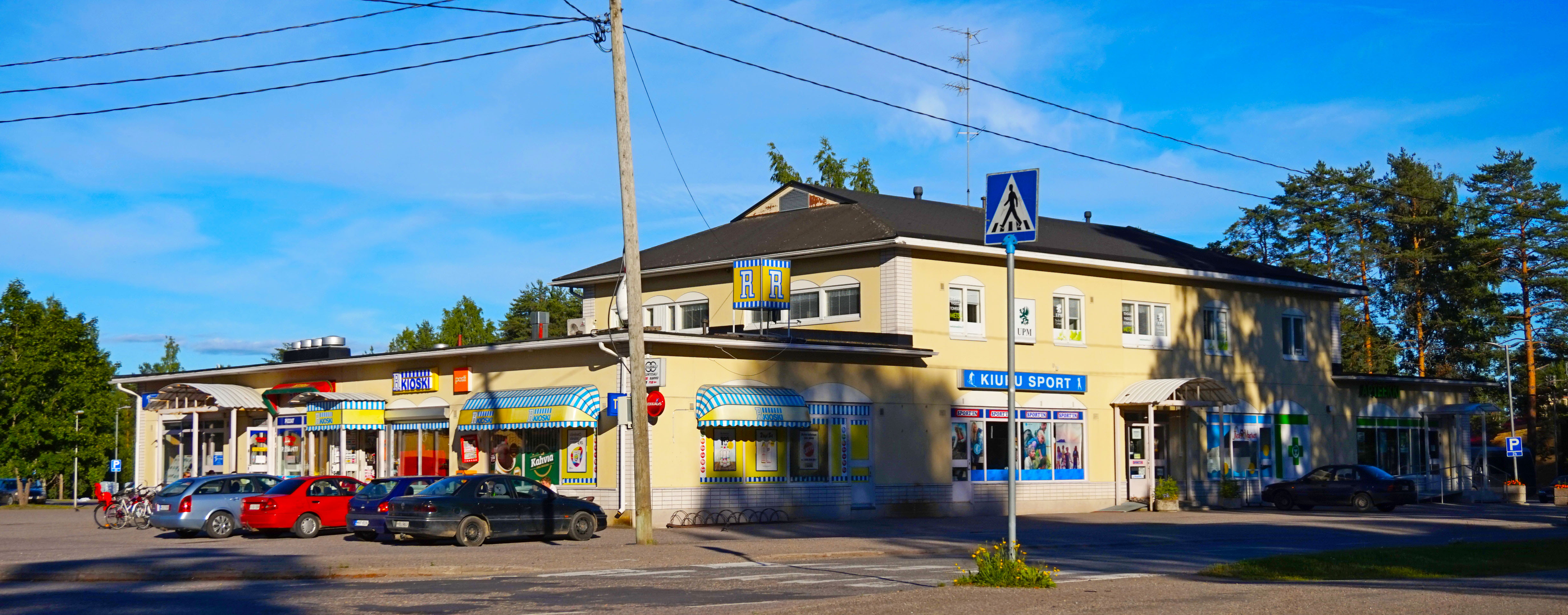

哈爾托拉是芬蘭的城鎮，位於該國南部，由派亞特海梅區負責管轄，始建於1784年，面積675平方公里，2013年人口3,209，人口密度為每平方公里5.91人。

## 外部連結
- Municipality of Hartola（页面存档备份，存于） – Official website
- Itä-Hämeen Museo